# Hintonia latiflora
Hintonia latiflora là một loài thực vật có hoa trong họ Thiến thảo. Loài này được (Sessé & Moc. ex DC.) Bullock mô tả khoa học đầu tiên năm 1935.